# Biafra-Krieg
Der Biafra-Krieg war ein nigerianischer Bürgerkrieg von 1967 bis 1970 um die Sezessionsbemühungen des südostnigerianischen Gebietes Biafra mit der Hauptstadt Enugu.

## Ursachen

Karte Biafras

Nigeria ist ein Vielvölkerstaat mit zwei Hauptreligionen, dem Christentum im Süden und dem Islam im Norden. Seit der Unabhängigkeit Nigerias von Großbritannien im Jahr 1960 rangen einige Völker Nigerias um die Vormachtstellung im Staat. Dabei fühlten sich vor allem die in der Biafra-Provinz beheimateten christlichen Igbo gegenüber den muslimischen Hausa und Fulani des Nordens benachteiligt. Im Gegensatz zu den autokratisch regierten Hausa und Yoruba und teilweise aufgrund der komplexen geografischen Struktur von Inseln und Halbinseln im Nigerdelta lebten die Igbo meist in autonomen, demokratisch organisierten Gemeinschaften. Die Entscheidungen innerhalb der Igbo-Gemeinschaften wurden von einer allgemeinen Versammlung getroffen, an der Männer und Frauen teilnahmen. Status wurde durch die Fähigkeit erlangt, Streitigkeiten im Dorf zu schlichten, und durch den Erwerb von Reichtum, nicht durch Erbe. Igbo-Händler machten an den Ufern des Niger und entlang der Küste Geschäfte und kommunizierten ihre Erfahrungen darüber zu Hause, während Yoruba und Hausa stärker ortsansässig waren. Unter der britischen Kolonialherrschaft hatte sich daran nichts geändert. Dass die noch junge Unabhängigkeit nun eine stärker vertikale Verwaltungsform mit sich bringen würde und eigene, mehr demokratisch geprägte Traditionen nicht mehr respektiert würden, wird nur wenigen Igbo eingeleuchtet haben.
Verschärft wurde der Konflikt dadurch, dass in der Nähe des Igbo-Siedlungsgebietes im Nigerdelta Erdöl entdeckt wurde, das bald zu einer wichtigen wirtschaftlichen Stütze Nigerias wurde.
Am 15. Januar 1966 putschten Igbo-Offiziere um Major Chukwuma Kaduna Nzeogwu, um die Macht zu erringen. Die beiden wichtigsten politischen Führer des Nordens, der Premierminister Abubakar Tafawa Balewa und der Premierminister der Nordregion, Sir Ahmadu Bello, wurden von Major Nzeogwu hingerichtet. Ermordet wurden auch die Frau von Sir Ahmadu Bello und Offiziere aus dem Norden. Zusätzlich zu den Morden an den politischen Führern des Nordens wurden auch der Premierminister der Westregion, Ladoke Akintola, und hochrangige Yoruba-Militäroffiziere getötet. Beim Januarputsch wurde nicht nur ein Großteil der nigerianischen Elite getötet, sondern auch ein Großteil der Führung der nigerianischen Bundesarmee: Sieben Offiziere im Rang eines Oberst wurden umgebracht. Von den sieben getöteten Offizieren waren vier aus dem Norden, zwei aus dem Südosten und einer aus dem Mittleren Westen. Nur einer war ein Igbo.
Stabschef General Johnson Aguiyi-Ironsi übernahm die Staatsgewalt. Teile der Bevölkerung Nigerias befürchteten, zukünftig von den Igbos unterdrückt zu werden.
Im Juli 1966 stellte ein Gegenputsch die Vorherrschaft des Nordens wieder her. Nach dem Putsch vom 15. Januar und dem Gegenputsch kam es zu einem Pogrom an den Igbo, bei dem mehrere Zehntausend Igbo starben.

## Krieg und Folgen

Haupt-Sprachgruppen in Nigeria

Ende Mai 1967 verabschiedete die nigerianische Zentralregierung eine Gebietsreform, in deren Folge Nigeria in zwölf Bundesstaaten aufgeteilt wurde. Dabei legte man die administrativen Grenzen so, dass die Erdölgebiete außerhalb des Igbo-Zugriffes lagen. Der Militärgouverneur der Süd-Ostregion Chukwuemeka Odumegwu Ojukwu vom Volk der Igbo rief am 30. Mai 1967 die Unabhängigkeit der Region Biafra aus. Zuvor waren zehntausende innernigerianische Migranten (zehntausende Süd-Ost-Nigerianer, die im Nord-Westen des Landes lebten, darunter viele Igbo) ermordet oder zur Flucht in ihre Ursprungsregion Biafra genötigt worden.
Der Krieg begann in den frühen Morgenstunden des 6. Juli 1967, als nigerianische Truppen die Grenze Biafras überschritten. Trotz erbitterten Widerstands der Streitkräfte Biafras zeigte sich im darauf folgenden Krieg bald deren militärische Unterlegenheit. Vor allem die ehemalige Kolonialmacht Großbritannien unterstützte die Zentralregierung; weitere Waffenlieferanten an Nigeria waren die USA, die Sowjetunion, Spanien, Polen, die Tschechoslowakei, Belgien und die Niederlande, wobei die drei zuletzt genannten Staaten im Laufe des Jahres 1968 ihre Lieferungen einstellten.

Protestmarsch in Zürich gegen Waffenlieferungen aus der Schweiz, 1970

Die der Republik Biafra zur Verfügung stehenden Waffen stammten etwa je zur Hälfte aus eigener Produktion und von der Volksrepublik China; weitere Lieferanten waren Portugal, Frankreich sowie die Schweiz (20-mm-Oerlikon-Kanone). Diplomatisch anerkannt wurde Biafra jedoch von keinem dieser Staaten. Biafra heuerte zudem etliche Söldner an; die bekanntesten unter ihnen waren der deutsche Kommandeur der biafranischen 4th Commando Brigade Rolf Steiner und die Piloten Carl Gustaf von Rosen und Jean Zumbach. Die Söldner bei den Landstreitkräften erfüllten die in sie gesetzten Erwartungen nicht. Anders als zuvor im Kongo zeigten sie sich den afrikanischen Truppen keineswegs überlegen.
Vor allem Bombardierungen durch die nigerianische Luftwaffe mit von der Sowjetunion und Ägypten bezogenen Iljuschin Il-28, bei denen auch Napalm verwendet wurde, hatte das Biafra-Militär nichts entgegenzusetzen. Auch gegen die zum Teil von südafrikanischen und britischen Söldnern gesteuerten MiG-17 waren sie wehrlos; alle Hilfsflüge mussten bei Nacht erfolgen. Auch die Blockade des Hafens von Port Harcourt durch einen nigerianischen Zerstörer konnte Biafra wegen des Mangels an geeigneten Flugzeugen nicht verhindern. Die Luftstreitkräfte Biafras bestanden zu Beginn des Krieges hauptsächlich aus zwei alten Bombern der Typen B-25 und B-26, die bald abstürzten beziehungsweise flugunfähig wurden. Der schwedische humanitäre Aktivist und Söldner Carl Gustaf von Rosen organisierte zunächst Hilfslieferungen und griff gegen Ende des Krieges in die Kampfhandlungen ein, indem er zwei Staffeln aus leichten Erdkampfflugzeugen vom Typ MFI-9B bildete, die unter dem Namen Biafra Babies waghalsige Kampfeinsätze gegen nigerianische Flugplätze, Truppen und Ölförderanlagen flogen. Am 5. Juni 1969 schoss eine nigerianische MiG-17 eine vom Roten Kreuz gecharterte Douglas DC-7 ab. Vermittlungsversuche Dritter, wie etwa der Generalsekretäre des Commonwealth und der UNO, scheiterten an der harten Haltung des nigerianischen Militärdiktators Yakubu Gowon.

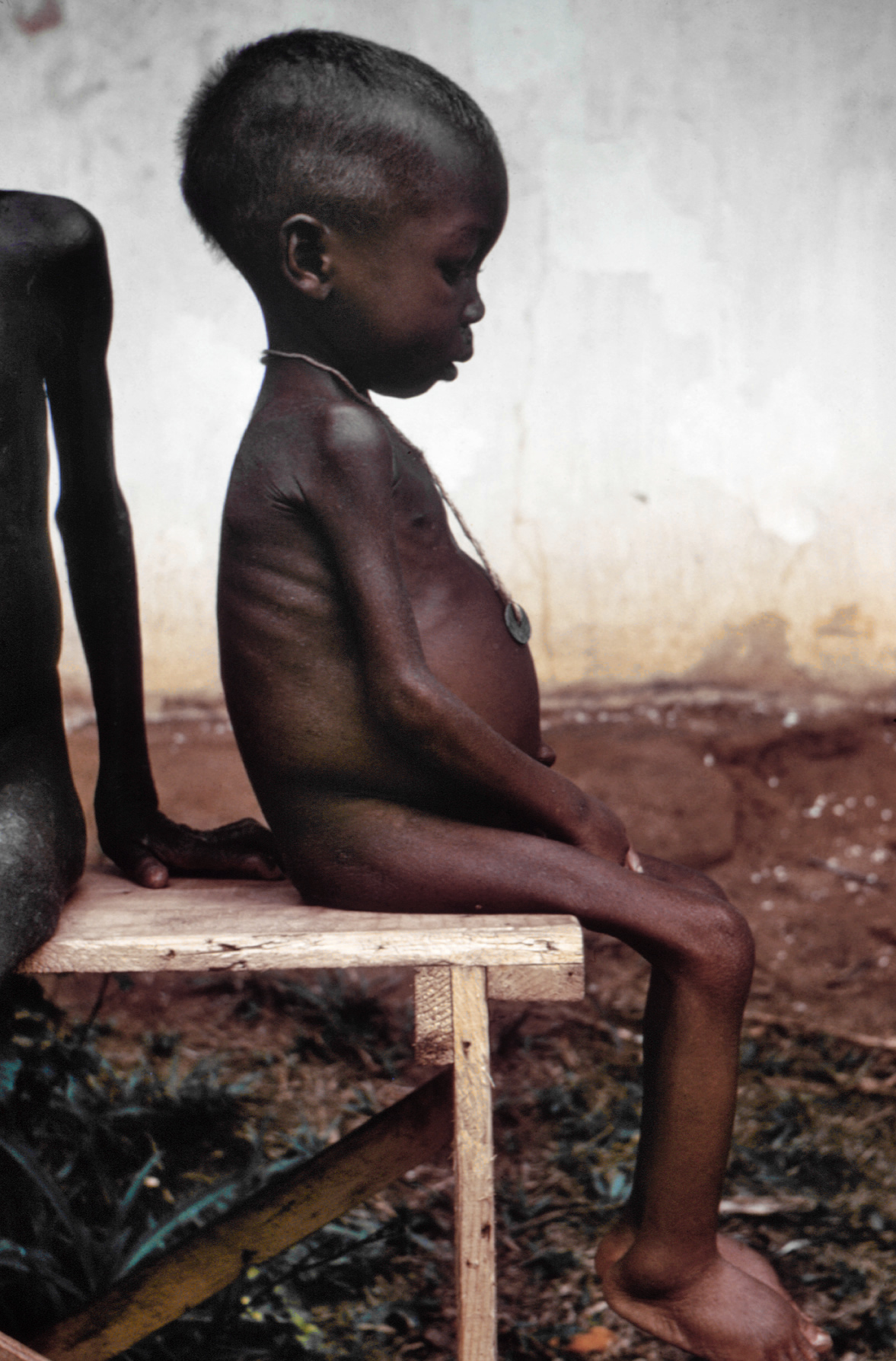
Kind im Biafra-Krieg, das infolge von Unterernährung an Kwashiorkor leidet

Am 18. Mai 1968 eroberten die nigerianischen Truppen die wichtige Hafenstadt Port Harcourt. Biafra verlor damit den Zugang zum Meer und die freie Versorgung von außen. Circa zwei Drittel Biafras waren besetzt; das verbliebene Territorium konnte mit Nachschub im Wesentlichen nur noch auf dem Luftweg versorgt werden. Eine zunehmend wichtige Rolle kam dabei den im Jahr 1968 einsetzenden humanitären Hilfsflügen zu, die im Wesentlichen von den Inseln São Tomé und Fernando Póo aus während der Dunkelheit Biafra ansteuerten. Da dieses nach dem Verlust der wichtigsten Städte keinen Flughafen mehr besaß, wurde ein improvisiertes Rollfeld bei Uli-Ihiala im heutigen Bundesstaat Anambra zum Hauptumschlagplatz der Hilfsgüter und Waffenlieferungen. Als das IKRK im Juni 1969 nach dem Abschuss eines seiner Flugzeuge die Hilfsflüge einstellte, verschlechterte sich die Versorgungslage weiter.
Harald Steiner schrieb in einem Artikel in der Wiener Zeitung vom 28. Februar 1992 („Völkermord mit Beihilfe“), dass Nigeria dann durch die Verhängung einer Hungerblockade „zum Mittel des Völkermordes“ gegriffen habe, um Rest-Biafra zu bezwingen. Nach seinen Angaben seien dabei 2 Millionen Menschen, unter ihnen größtenteils Kinder, umgekommen; weitere 750.000 Menschen, die meisten von ihnen Igbo, sollen im Kampf oder durch Massaker der nigerianischen Truppen getötet worden sein. Steiner meint dazu: „Genozid ist der dafür passendste Ausdruck.“ Andere Autoren halten allerdings Opferzahlen in Millionenhöhe für unwahrscheinlich und gehen eher von einigen Hunderttausend Toten aus. Zudem wird unterstellt, dass Biafra die Themen „Völkermord“ und „Hunger“ bewusst zu Propagandazwecken eingesetzt und vor allem über die Agentur Markpress Einfluss auf die öffentliche Meinung in Westeuropa genommen habe.
Nachdem es vom Herbst 1968 an etwa ein Jahr lang nach einer militärischen Patt-Situation aussah, da die nigerianische Armee das verbliebene Igbo-Kerngebiet nicht endgültig unterwerfen konnte, während ihr die Sezessionisten durch Erfolge bei kleineren Gegenoffensiven und durch Guerilla-Aktivitäten hinter der Front immer wieder Nadelstiche versetzten, war das zunehmend geschwächte Biafra der im Dezember 1969 einsetzenden Schlussoffensive von Gowons Truppen nicht mehr gewachsen und musste am 15. Januar 1970 schließlich kapitulieren. Biafra wurde wieder dem nigerianischen Staat eingegliedert, während die Igbo auf Jahrzehnte keine bedeutenden Posten in Militär oder Verwaltung mehr erhielten.
Biafras Wirtschaft war zerstört und brauchte mehrere Jahre, um sich wieder zu normalisieren. Ojukwu, der Anführer der Republik Biafra, war wenige Tage vor Kriegsende in die Elfenbeinküste geflohen und kehrte erst 1982 im Zuge einer Generalamnestie zurück. Er kandidierte bei der Präsidentschaftswahl am 19. April 2003 und erhielt 3,29 Prozent der Stimmen.
Am 28. Oktober 2005 wurde der Separatistenführer Ralph Uwazuruike verhaftet, der wieder öffentlich einen Staat Biafra gefordert hatte.

## Rezeption in Populärkultur und Literatur
Wole Soyinka, der Literaturnobelpreisträger von 1986, schrieb 1973 Season of anomy, einen Roman, der im Chaos der Verhältnisse vor Ausbruch des Biafra-Kriegs situiert ist, und Die Plage der tollwütigen Hunde.
In Francis Cliffords Roman Eine Schwäche für das Leben (1971) versucht der Pfarrer Richard Lawrence Nahrungsmittel und Medikamente für seine Missionsstation in Biafra zu organisieren. Als ehemaliger Militärpilot fliegt er von einer portugiesischen Insel aus Hilfsgüter zum Festland.
Im Roman Die Hunde des Krieges verarbeitete Frederick Forsyth eigene Eindrücke aus dem Biafra-Krieg. Einige der Romanfiguren sind nach dort kämpfenden Söldnern gezeichnet. Andere wie Rolf Steiner, sind in die fiktive Handlung integriert.
Chimamanda Ngozi Adichies Roman Die Hälfte der Sonne schildert den Lebensweg von Zwillingsschwestern aus der besseren Gesellschaft von Lagos von der Euphorie der Unabhängigkeit bis zu ihrer Verelendung während des Krieges.
Der Musiker Jello Biafra, ehemaliger Leadsänger der Dead Kennedys, will mit seinem Künstlernamen den für ihn bestehenden Zusammenhang zwischen konsumorientiertem Kapitalismus und der Gewalt in den Dritte-Welt-Ländern verdeutlichen.
Chinelo Okparanta schreibt 2015 den Bildungsroman Unter den Udala Bäumen über ein christliches Mädchen, das sich während des Krieges in eine Hausa verliebt.

## Sonstiges
Aus spontan gegründeten Hilfsgruppen für die in Biafra hungernde Bevölkerung ging die heute international tätige Menschenrechtsorganisation Gesellschaft für bedrohte Völker (GfbV) hervor.
Aufgrund der Positionierung der unterstützenden Parteien war dieser Krieg atypisch für die Stellvertreterkriege während des Kalten Kriegs, da das Vereinigte Königreich und die Sowjetunion die Regierungsseite und Frankreich, Portugal und Israel die Rebellen unterstützten.
Eine Reihe französischer Ärzte, darunter auch Bernard Kouchner, meldeten sich zusammen mit dem Französischen Roten Kreuz freiwillig, um in Krankenhäusern und Nahrungsversorgungszentren im belagerten Biafra zu arbeiten. Dies führte zur Gründung der Organisation Ärzte ohne Grenzen.